# جنگل‌بانان مدیترانه
جنگل‌بانان مدیترانه (نام علمی: Heterogynidae) نام یک تیره از راسته پروانه‌سانان است.